# Grand Prix automobile du Portugal 2021
GP précédent GP suivant
Le Grand Prix automobile du Portugal 2021 (Formula 1 Heineken Grande Prémio De Portugal 2021) disputé le 2 mai 2021 sur le circuit de Portimão (officiellement appelé Autódromo Internacional do Algarve), est la 1038e épreuve du championnat du monde de Formule 1 courue depuis 1950. Il s'agit de la dix-huitième édition du Grand Prix du Portugal comptant pour le championnat du monde de Formule 1, et de la troisième manche du championnat 2021.
En 2020, dans le contexte de la pandémie de Covid-19 la Formule 1 était revenue au Portugal pour la première fois en vingt-quatre ans et la dernière édition du Grand Prix en 1996, mais sur un nouveau circuit devenu la 73e piste utilisée dans le cadre du championnat du monde de Formule 1. Appréciée de tous, elle a été, le 25 octobre 2020, le théâtre de la 92e victoire Lewis Hamilton, battant le record détenu depuis 2006 par Michael Schumacher. 
Pour la soixante-et-onzième fois en 141 courses depuis le début de l'ère des moteurs V6 turbo-hybrides en 2014, les Mercedes monopolisent la première ligne. Mais, alors que Lewis Hamilton semblait se diriger vers sa centième pole position en réalisant, lors de la Q2, le seul temps en deçà des 1 min 18 s et le meilleur de toutes les séances d'essais, il est finalement battu, de 7 millièmes de seconde, par son coéquipier Valtteri Bottas au moment de vérité ; le Finlandais part en tête pour la dix-septième  fois de sa carrière. La plupart des pilotes qualifiés en Q3 ont roulé moins vite que lors de la deuxième phase qualificative, notamment à cause du vent et d'une piste particulièrement glissante. Max Verstappen, au volant de sa Red Bull, n'a ainsi pas été en mesure de lutter contre les W12 et part en deuxième ligne devant son équipier Sergio Pérez. Carlos Sainz Jr. réalise le cinquième temps avec sa Ferrari, accompagné en troisième ligne par Esteban Ocon qui obtient le meilleur résultat d'Alpine en qualifications. Lando Norris et Charles Leclerc se partagent la quatrième ligne alors que Pierre Gasly, neuvième, part devant Sebastian Vettel qui obtient sa première Q3 avec Aston Martin et qui n'avait plus atteint ce stade depuis les quinze derniers Grand Prix.
Lewis Hamilton remporte sa deuxième victoire de la saison en trois courses, la quatre-vingt-dix-septième de sa carrière, grâce à deux dépassement cruciaux sur Max Verstappen, puis sur son coéquipier Valtteri Bottas. Dans le premier tour, alors que les trois premiers conservent leur position, Kimi Raïkkönen, sujet à un moment d'inattention, percute l'Alfa Romeo de son coéquipier Antonio Giovinazzi et abandonne, laissant des éléments de son aileron avant sur la piste ce qui provoque la sortie de la voiture de sécurité. À la relance, au septième passage, Verstappen double Hamilton et se lance à la poursuite de Bottas. Quatre tours plus tard, le septuple champion du monde lui reprend la deuxième place, grâce à son aileron arrière mobile dans la ligne droite des stands, avant de s'imposer au freinage puis, au vingtième tour, dépasse son coéquipier par l'extérieur dans le virage no 1 pour s'installer en tête. Verstappen rentre ensuite au stand un tour avant Bottas, et quand ce dernier reprend la piste sous le nez de son rival, avec ses gommes dures encore fraîches, il commet une légère glissade qui aide le Néerlandais à le dépasser dans le virage no 4. En raison d'un dysfonctionnement d'un capteur qui met temporairement son moteur en mode sécurité, Bottas est ensuite affecté par une perte de puissance et n'est plus en mesure de lutter contre la Red Bull. 
Alors que tous les pilotes ont procédé à leur changement de pneus, Sergio Pérez poursuit avec ses gommes medium du départ, ce qui lui permet de prendre la tête au trente-huitième tour, jusqu'à être rattrapé et dépassé par Hamilton à quinze boucles de l'arrivée ; croyant qu'il arrive sur un retardataire, le Britannique réclame un drapeau bleu et son ingénieur Peter Bonington lui rétorque : « Non, tu cours contre lui, il doit encore s'arrêter. » Pérez rentre dans la foulée pour chausser des pneus tendres et réalise le meilleur tour en course en repartant quatrième ; il sera élu « pilote du jour ». Dès lors, Lewis Hamilton, qui contrôle la course, s'impose avec trente secondes d'avance sur ses poursuivants. Il doit cet écart à la bataille que se livrent ses rivaux pour le gain du point attribué au record du tour : Verstappen et Bottas, podium assuré, chaussent leurs pneus à bande rouge en vue de l'arrivée. Alors que Verstappen croit avoir le dernier mot dans le tour final, son temps est annulé après qu'il a dépassé les limites de la piste ; Bottas, qui a tourné en 1 min 19 s 865 dans la boucle précédente, s'octroie donc le bonus. 
Hamilton, Verstappen et Bottas se partagent le podium pour la quinzième fois, ce qui constitue un nouveau record. Sergio Pérez complète le tir groupé Mercedes-Red Bull. Une nouvelle course solide de Lando Norris lui permet de finir cinquième, devant Charles Leclerc qui a fait ce qu'il a pu avec sa SF21, son coéquipier Carlos Sainz Jr., en perdition en fin d'épreuve, terminant hors des points. Les Alpine, sont en verve sur la piste portugaise, Esteban Ocon se classant septième devant son équipier Fernando Alonso, auteurs de plusieurs beaux dépassements. Daniel Ricciardo prend les deux points de la neuvième place et Pierre Gasly récupère l'unité restante en dépassant Sainz dans l'avant-dernier tour. 
Hamilton (69 points) a désormais huit unités d'avance sur Verstappen (61 points) au classement du championnat. Aucun de ces deux pilotes n'a encore terminé au delà de la deuxième place. Lando Norris, qui obtient son troisième top 5, reste sur le podium (37 points), devant Bottas (32 points). Charles Leclerc, qui a lui aussi pris des points à chaque course, est cinquième (28 points) ; suivent Pérez (22 points), Ricciardo (16 points), Sainz (14 points), Ocon (8 points) et Gasly, dixième avec 7 points. Chez les constructeurs, Mercedes Grand Prix (101 points) augmente sa marge sur Red Bull Racing (83 points) alors que McLaren est troisième (53 points) devant Ferrari (42 points), Alpine (13 points) et AlphaTauri (9 points). Aston Martin est septième (5 points), Williams, Haas et Alfa Romeo attendant encore de marquer.

## Pneus disponibles
| Pneus pour piste sèche | Pneus pour piste sèche | Pneus pour piste sèche | Pneus pluie    | Pneus pluie |
| ---------------------- | ---------------------- | ---------------------- | -------------- | ----------- |
| Durs (Type C1)         | Medium (Type C2)       | Tendres (Type C3)      | Intermédiaires | Pluie       |

## Essais libres

### Première séance, le vendredi de 11 h 30 à 12 h 30
| Pos. | Pilote          | Voiture          | Chrono         | Écart     |
| ---- | --------------- | ---------------- | -------------- | --------- |
| 1    | Valtteri Bottas | Mercedes         | 1 min 19 s 648 |           |
| 2    | Max Verstappen  | Red Bull-Honda   | 1 min 19 s 673 | + 0 s 025 |
| 3    | Sergio Pérez    | Red Bull-Honda   | 1 min 19 s 846 | + 0 s 198 |
| 4    | Charles Leclerc | Ferrari          | 1 min 19 s 884 | + 0 s 236 |
| 5    | Lewis Hamilton  | Mercedes         | 1 min 19 s 967 | + 0 s 319 |
| 6    | Pierre Gasly    | AlphaTauri-Honda | 1 min 20 s 444 | + 0 s 796 |

- Le Britannique Callum Ilott remplace Antonio Giovinazzi au volant de l'Alfa Romeo C41 pour cette séance d'essais ; il réalise le dix-septième temps en 1 min 21 s 806[2].

### Deuxième séance, le vendredi de 15 h à 16 h
| Pos. | Pilote           | Voiture        | Chrono         | Écart     |
| ---- | ---------------- | -------------- | -------------- | --------- |
| 1    | Lewis Hamilton   | Mercedes       | 1 min 19 s 837 |           |
| 2    | Max Verstappen   | Red Bull-Honda | 1 min 19 s 980 | + 0 s 143 |
| 3    | Valtteri Bottas  | Mercedes       | 1 min 20 s 181 | + 0 s 344 |
| 4    | Carlos Sainz Jr. | Ferrari        | 1 min 20 s 197 | + 0 s 360 |
| 5    | Fernando Alonso  | Alpine-Renault | 1 min 20 s 220 | + 0 s 383 |
| 6    | Esteban Ocon     | Alpine-Renault | 1 min 20 s 235 | + 0 s 398 |

### Troisième séance, le samedi de 12 h à 13 h
| Pos. | Pilote          | Voiture        | Chrono         | Écart     |
| ---- | --------------- | -------------- | -------------- | --------- |
| 1    | Max Verstappen  | Red Bull-Honda | 1 min 18 s 489 |           |
| 2    | Lewis Hamilton  | Mercedes       | 1 min 18 s 725 | + 0 s 236 |
| 3    | Valtteri Bottas | Mercedes       | 1 min 18 s 820 | + 0 s 331 |
| 4    | Sergio Pérez    | Red Bull-Honda | 1 min 18 s 840 | + 0 s 351 |
| 5    | Esteban Ocon    | Alpine-Renault | 1 min 18 s 860 | + 0 s 371 |
| 6    | Charles Leclerc | Ferrari        | 1 min 19 s 001 | + 0 s 512 |

## Séance de qualifications

### Résultats des qualifications
| Pos.                                                                                      | Pilote             | Écurie                | Qualifications 1 | Qualifications 2 | Qualifications 3 |
| ----------------------------------------------------------------------------------------- | ------------------ | --------------------- | ---------------- | ---------------- | ---------------- |
| 1                                                                                         | Valtteri Bottas    | Mercedes              | 1 min 18 s 722   | 1 min 18 s 458   | 1 min 18 s 348   |
| 2                                                                                         | Lewis Hamilton     | Mercedes              | 1 min 18 s 857   | 1 min 17 s 968   | 1 min 18 s 355   |
| 3                                                                                         | Max Verstappen     | Red Bull-Honda        | 1 min 19 s 485   | 1 min 18 s 650   | 1 min 18 s 746   |
| 4                                                                                         | Sergio Pérez       | Red Bull-Honda        | 1 min 19 s 337   | 1 min 18 s 845   | 1 min 18 s 890   |
| 5                                                                                         | Carlos Sainz Jr.   | Ferrari               | 1 min 19 s 309   | 1 min 18 s 813   | 1 min 19 s 039   |
| 6                                                                                         | Esteban Ocon       | Alpine-Renault        | 1 min 19 s 092   | 1 min 18 s 586   | 1 min 19 s 042   |
| 7                                                                                         | Lando Norris       | McLaren-Mercedes      | 1 min 18 s 794   | 1 min 18 s 481   | 1 min 19 s 116   |
| 8                                                                                         | Charles Leclerc    | Ferrari               | 1 min 19 s 373   | 1 min 18 s 769   | 1 min 19 s 306   |
| 9                                                                                         | Pierre Gasly       | AlphaTauri-Honda      | 1 min 19 s 464   | 1 min 19 s 052   | 1 min 19 s 475   |
| 10                                                                                        | Sebastian Vettel   | Aston Martin-Mercedes | 1 min 19 s 403   | 1 min 18 s 970   | 1 min 19 s 659   |
| 11                                                                                        | George Russell     | Williams-Mercedes     | 1 min 19 s 797   | 1 min 19 s 109   |                  |
| 12                                                                                        | Antonio Giovinazzi | Alfa Romeo-Ferrari    | 1 min 19 s 410   | 1 min 19 s 216   |                  |
| 13                                                                                        | Fernando Alonso    | Alpine-Renault        | 1 min 19 s 728   | 1 min 19 s 456   |                  |
| 14                                                                                        | Yuki Tsunoda       | AlphaTauri-Honda      | 1 min 19 s 684   | 1 min 19 s 463   |                  |
| 15                                                                                        | Kimi Räikkönen     | Alfa Romeo-Ferrari    | 1 min 19 s 748   | 1 min 19 s 812   |                  |
| 16                                                                                        | Daniel Ricciardo   | McLaren-Mercedes      | 1 min 19 s 839   |                  |                  |
| 17                                                                                        | Lance Stroll       | Aston Martin-Mercedes | 1 min 19 s 913   |                  |                  |
| 18                                                                                        | Nicholas Latifi    | Williams-Mercedes     | 1 min 20 s 285   |                  |                  |
| 19                                                                                        | Mick Schumacher    | Haas-Ferrari          | 1 min 20 s 452   |                  |                  |
| 20                                                                                        | Nikita Mazepin     | Haas-Ferrari          | 1 min 20 s 912   |                  |                  |
| Temps minimal à réaliser pour la qualification : 1 min 24 s 232 (107 % de 1 min 18 s 722) |                    |                       |                  |                  |                  |

## Course

### Classement de la course
| Pos. | no | Pilote             | Écurie                | Tours | Temps/Abandon                      | Grille | Points |
| ---- | -- | ------------------ | --------------------- | ----- | ---------------------------------- | ------ | ------ |
| 1    | 44 | Lewis Hamilton     | Mercedes              | 66    | 1 h 34 min 31 s 420 (194,761 km/h) | 2      | 25     |
| 2    | 33 | Max Verstappen     | Red Bull-Honda        | 66    | + 29 s 148                         | 3      | 18     |
| 3    | 77 | Valtteri Bottas    | Mercedes              | 66    | + 33 s 735                         | 1      | 15 + 1 |
| 4    | 11 | Sergio Pérez       | Red Bull-Honda        | 66    | + 39 s 735                         | 4      | 12     |
| 5    | 4  | Lando Norris       | McLaren-Mercedes      | 66    | + 51 s 369                         | 7      | 10     |
| 6    | 16 | Charles Leclerc    | Ferrari               | 66    | + 55 s 781                         | 8      | 8      |
| 7    | 31 | Esteban Ocon       | Alpine-Renault        | 66    | + 1 min 03 s 749                   | 6      | 6      |
| 8    | 14 | Fernando Alonso    | Alpine-Renault        | 66    | + 1 min 04 s 808                   | 13     | 4      |
| 9    | 3  | Daniel Ricciardo   | McLaren-Mercedes      | 66    | + 1 min 15 s 369                   | 16     | 2      |
| 10   | 10 | Pierre Gasly       | AlphaTauri-Honda      | 66    | + 1 min 16 s 463                   | 9      | 1      |
| 11   | 55 | Carlos Sainz Jr.   | Ferrari               | 66    | + 1 min 18 s 955                   | 5      |        |
| 12   | 99 | Antonio Giovinazzi | Alfa Romeo-Ferrari    | 65    | + 1 tour                           | 12     |        |
| 13   | 5  | Sebastian Vettel   | Aston Martin-Mercedes | 65    | + 1 tour                           | 10     |        |
| 14   | 18 | Lance Stroll       | Aston Martin-Mercedes | 65    | + 1 tour                           | 17     |        |
| 15   | 22 | Yuki Tsunoda       | AlphaTauri-Honda      | 65    | + 1 tour                           | 14     |        |
| 16   | 63 | George Russell     | Williams-Mercedes     | 65    | + 1 tour                           | 11     |        |
| 17   | 47 | Mick Schumacher    | Haas-Ferrari          | 64    | + 2 tours                          | 19     |        |
| 18   | 6  | Nicholas Latifi    | Williams-Mercedes     | 64    | + 2 tours                          | 18     |        |
| 19   | 9  | Nikita Mazepin     | Haas-Ferrari          | 64    | + 2 tours (dont 5 s de pénalité)   | 20     |        |
| Abd. | 7  | Kimi Räikkönen     | Alfa Romeo-Ferrari    | 1     | Accrochage                         | 15     |        |

### Pole position et record du tour
- Pole position :  Valtteri Bottas (Mercedes) en 1 min 18 s 348 (213,800 km/h)[7].
- Meilleur tour en course :  Valtteri Bottas (Mercedes) en 1 min 19 s 865 (209,739 km/h) au 65e tour ; troisième de l'épreuve, il remporte le point bonus associé au meilleur tour en course[8].

### Tours en tête
- Valtteri Bottas (Mercedes) : 19 tours (1-19)[9]
- Lewis Hamilton (Mercedes) : 34 tours (20-37 / 51-66)
- Sergio Pérez (Red Bull-Honda) : 13 tours (38-50)

## Classements généraux à l'issue de la course
| Pos. | Pilote           | Écurie                | Points |
| ---- | ---------------- | --------------------- | ------ |
| 1    | Lewis Hamilton   | Mercedes              | 69     |
| 2    | Max Verstappen   | Red Bull-Honda        | 61     |
| 3    | Lando Norris     | McLaren-Mercedes      | 37     |
| 4    | Valtteri Bottas  | Mercedes              | 32     |
| 5    | Charles Leclerc  | Ferrari               | 28     |
| 6    | Sergio Pérez     | Red Bull-Honda        | 22     |
| 7    | Daniel Ricciardo | McLaren-Mercedes      | 16     |
| 8    | Carlos Sainz Jr. | Ferrari               | 14     |
| 9    | Esteban Ocon     | Alpine-Renault        | 8      |
| 10   | Pierre Gasly     | AlphaTauri-Honda      | 7      |
| 11   | Lance Stroll     | Aston Martin-Mercedes | 5      |
| 12   | Fernando Alonso  | Alpine-Renault        | 5      |
| 13   | Yuki Tsunoda     | AlphaTauri-Honda      | 2      |

| Pos. | Écurie                | Points |
| ---- | --------------------- | ------ |
| 1    | Mercedes              | 101    |
| 2    | Red Bull-Honda        | 83     |
| 3    | McLaren-Mercedes      | 53     |
| 4    | Ferrari               | 42     |
| 5    | Alpine-Renault        | 13     |
| 6    | AlphaTauri-Honda      | 9      |
| 7    | Aston Martin-Mercedes | 5      |

## Statistiques
Le Grand Prix du Portugal 2021 représente :
- la 17e pole position de Valtteri Bottas[12] ;
- la 97e victoire de Lewis Hamilton[13] ;
- la 117e victoire de Mercedes en tant que constructeur[14] ;
- la 203e victoire de Mercedes en tant que motoriste[15] ;
- le 500e Grand Prix de Mercedes en tant que motoriste[16].

Au cours de ce Grand Prix :
- Valtteri Bottas obtient au moins une pole position pour la cinquième année consécutive[17] ;
- Pour la douzième fois en dix-sept départs en tête, Valtteri Bottas ne convertit pas sa pole position en victoire[18] ;
- Mercedes Grand Prix verrouille la première ligne pour la 71e fois en 141 courses depuis le début de l'ère des moteurs V6 turbo-hybrides en 2014, un total supérieur à 50 % sur cette période[19] ;
- Lewis Hamilton termine un Grand Prix en tête du championnat pilotes pour la 123e fois, ce qui constitue un nouveau record[19] ;
- Hamilton, Verstappen et Bottas partagent le podium pour la quinzième fois, ce qui constitue un nouveau record[20] ;
- Sergio Pérez est élu « Pilote du jour » à l'issue d'un vote organisé sur le site officiel de la Formule 1[21] ;
- Tom Kristensen, nonuple vainqueur des 24 Heures du Mans et sextuple vainqueur des 12 Heures de Sebring a été nommé conseiller par la FIA pour aider dans leurs jugements le groupe des commissaires de course[22].